# جايسون لويس (سياسي)
جايسون لويس (بالإنجليزية: Jason Lewis)‏ هو مقدم تلفزيوني ومقدم برامج إذاعية وكاتب العمود وسياسي أمريكي، ولد في 23 سبتمبر 1955 في واترلو في الولايات المتحدة. حزبياً، نشط في الحزب الجمهوري. في انتخابات مجلس النواب الأمريكي 2016، انتخب عضو مجلس النواب الأمريكي عن دائرة Minnesota's 2nd congressional district ‏ وقد انضم خلال فترته النيابية ‏ (3 يناير 2017 – 3 يناير 2019) للكتلة البرلمانية الحزب الجمهوري وانتخب عضو مجلس النواب الأمريكي (3 يناير 2017 – ).

## وصلات خارجية
- الموقع الرسمي